# Katsina (stad)
Katsina is een stad en Local Government Area (LGA) in Nigeria en is de hoofdplaats van de staat Katsina.
Katsina telde in 2006 318.132 inwoners en telde in 2016 ongeveer 429.400 inwoners. De bevolking bestaat voor het grootste deel uit Hausa.
Katsina werd omstreeks 1100 gesticht door Hausa, in de nabijheid van hun hoofdstad Ambuttai. Van het eind van de 16e eeuw tot het begin van de 19e eeuw was Katsina het belangrijkste handelscentrum van de Hausa. Daarna nam Kano de leidende rol als centrum voor karavanen door de Sahara over.
De Fulbe-emir van Katsina zetelt in het Kangiwapaleis. Andere bezienswaardigheden zijn de centrale moskee en de 15 meter hoge Gobarauminaret , die teruggaat tot de 18e eeuw. De voormalige stadsmuur was 22 km lang.
Katsina is een handelscentrum voor pindanoten en dierenhuiden. Op de centrale markt worden veel landbouwproducten verhandeld. In de jaren 1970 kwam er ook moderne industrie. De stad heeft een spoorwegstation en een luchthaven. De stad heeft een ringweg en ligt aan de autowegen A9 en B113.

## Galerij

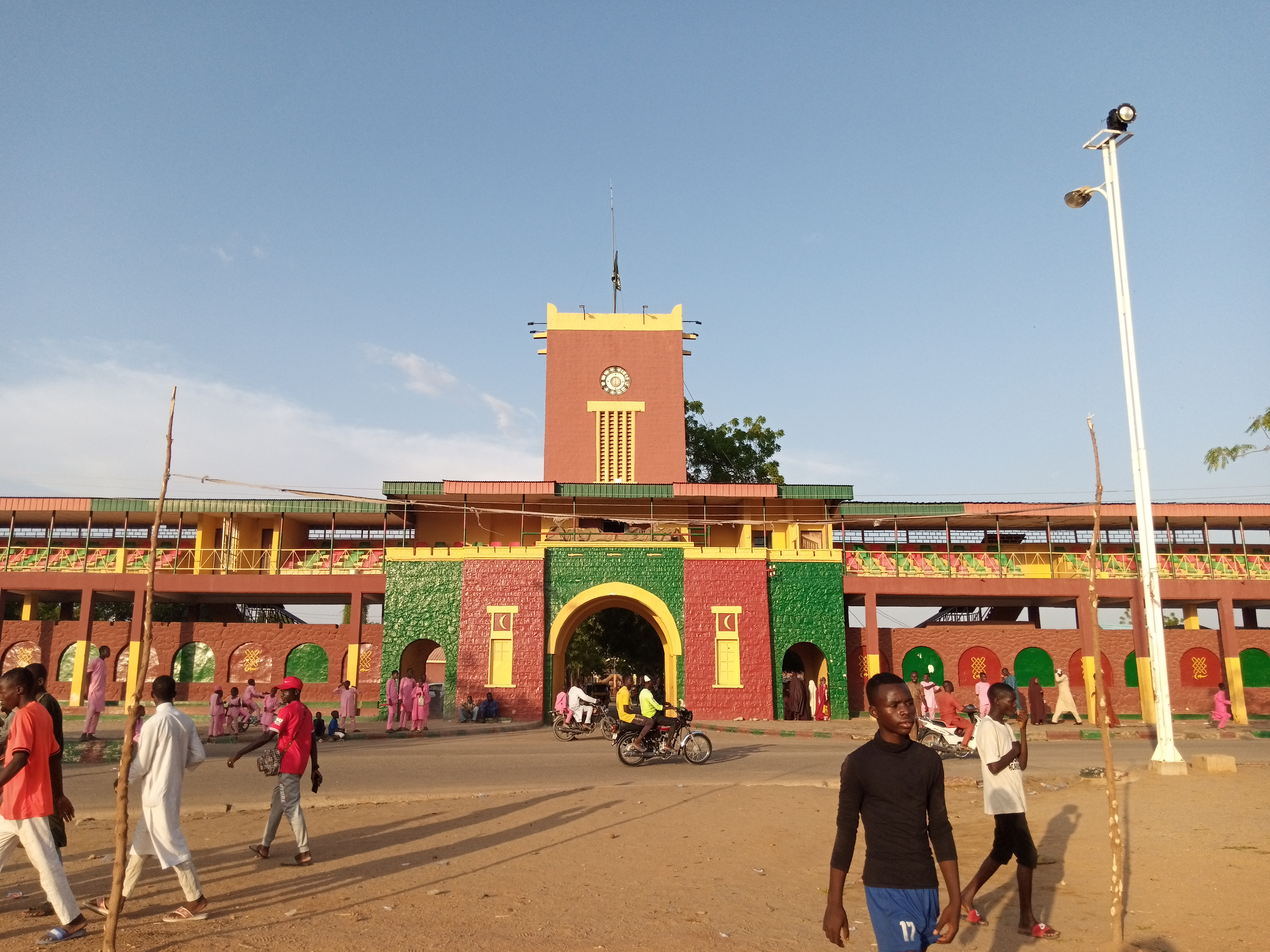
Kangiwapaleis
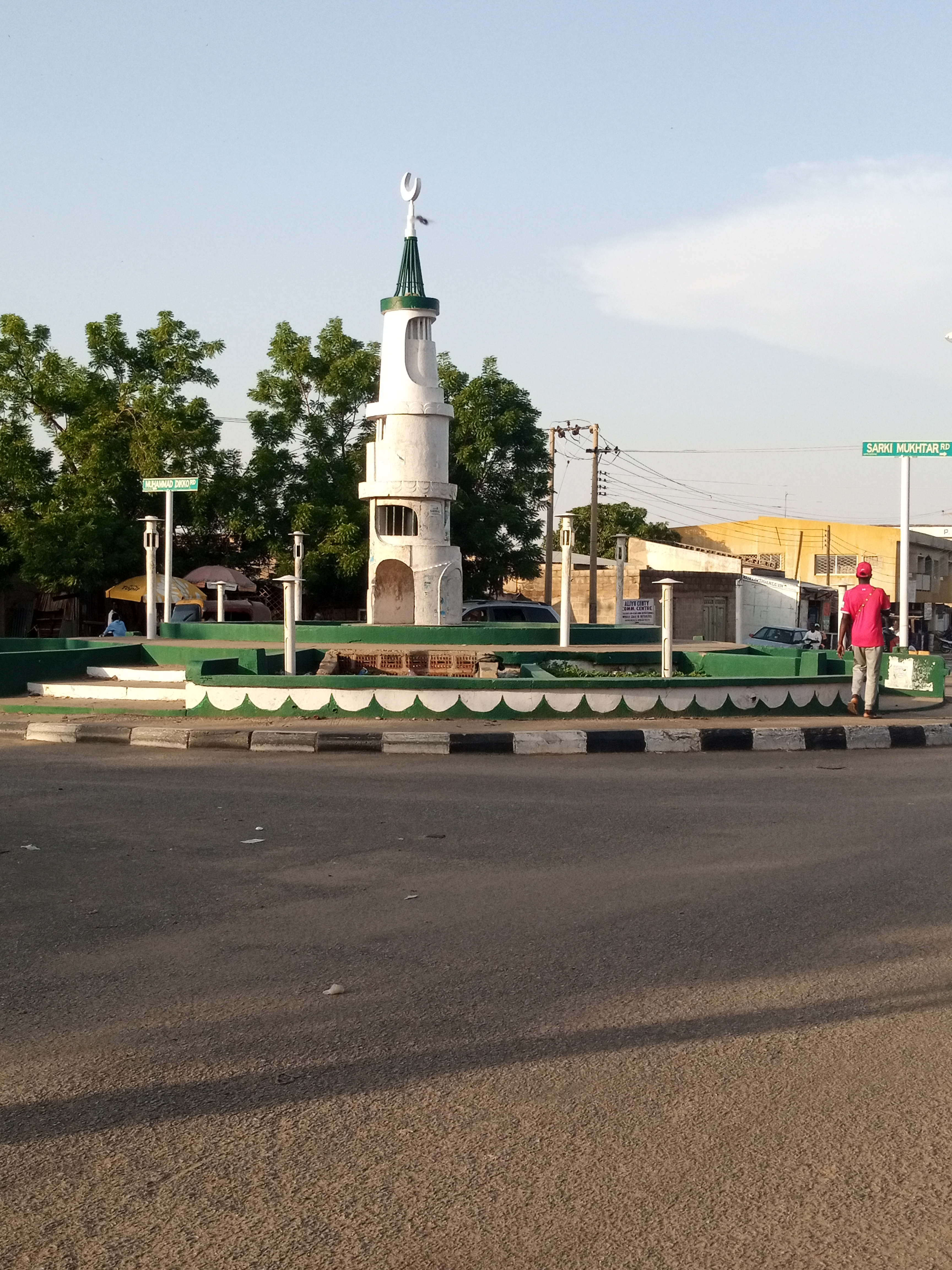
Straatbeeld
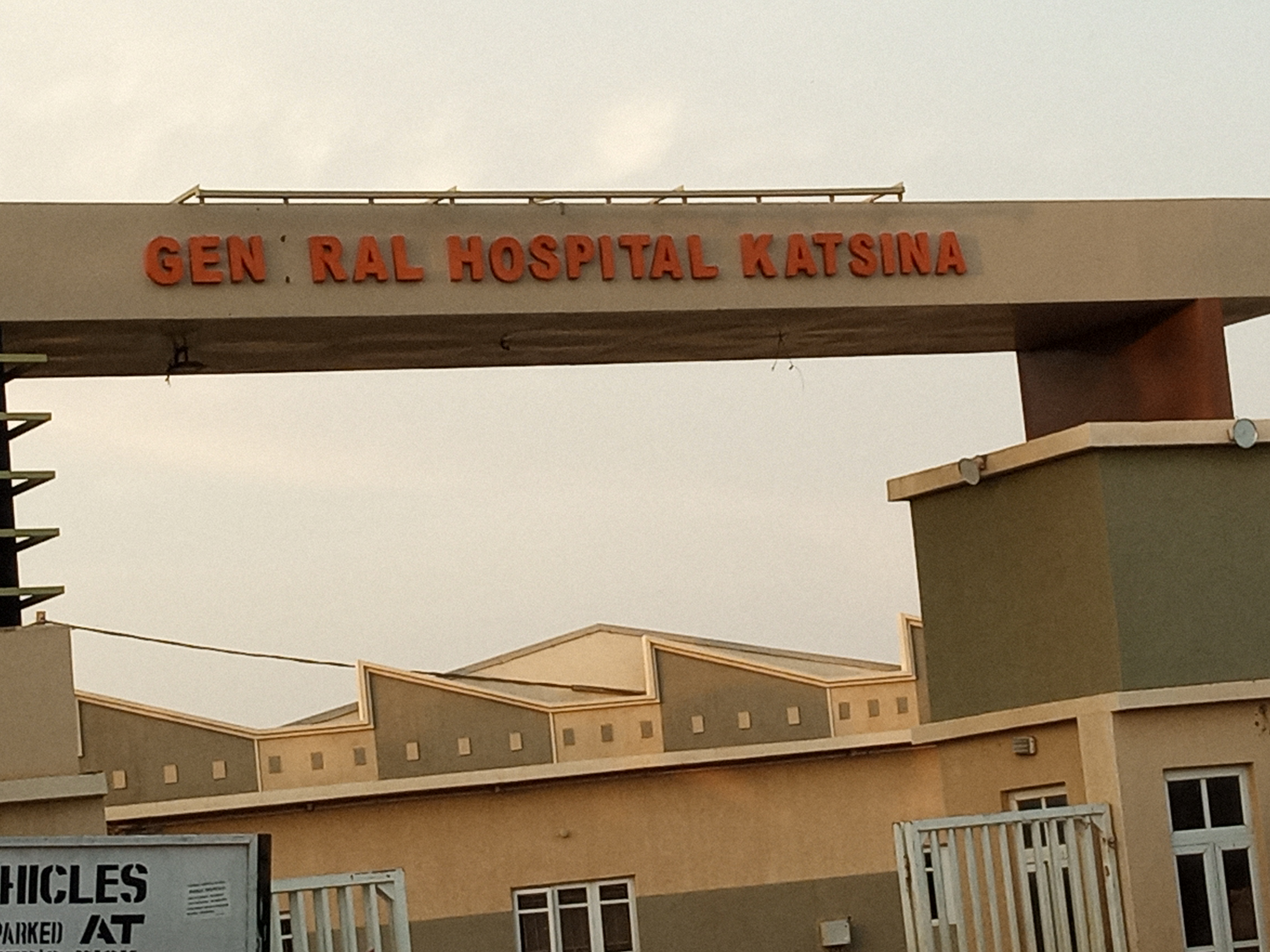
Ziekenhuis
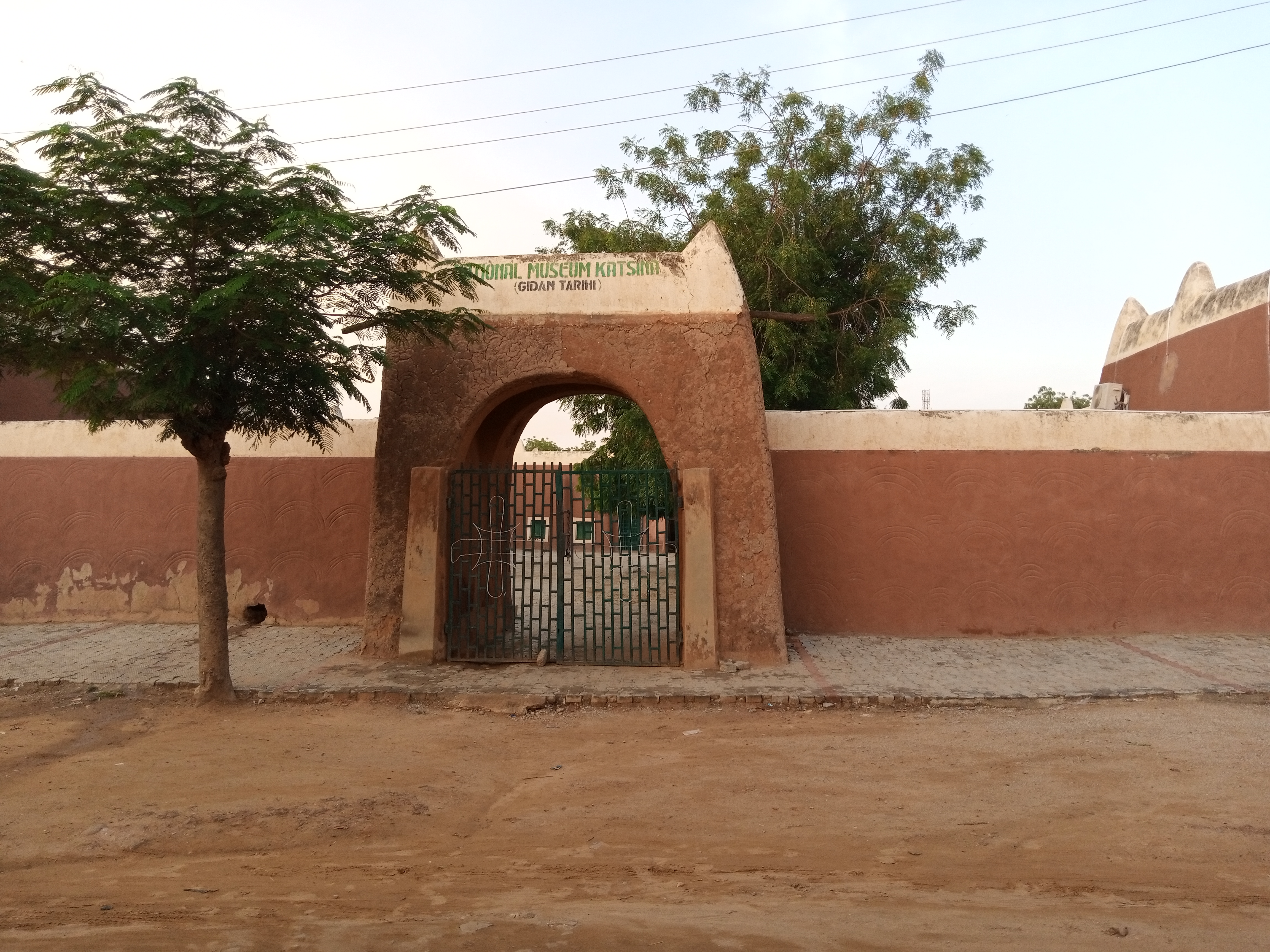
Nationaal Museum van de staat Katsina
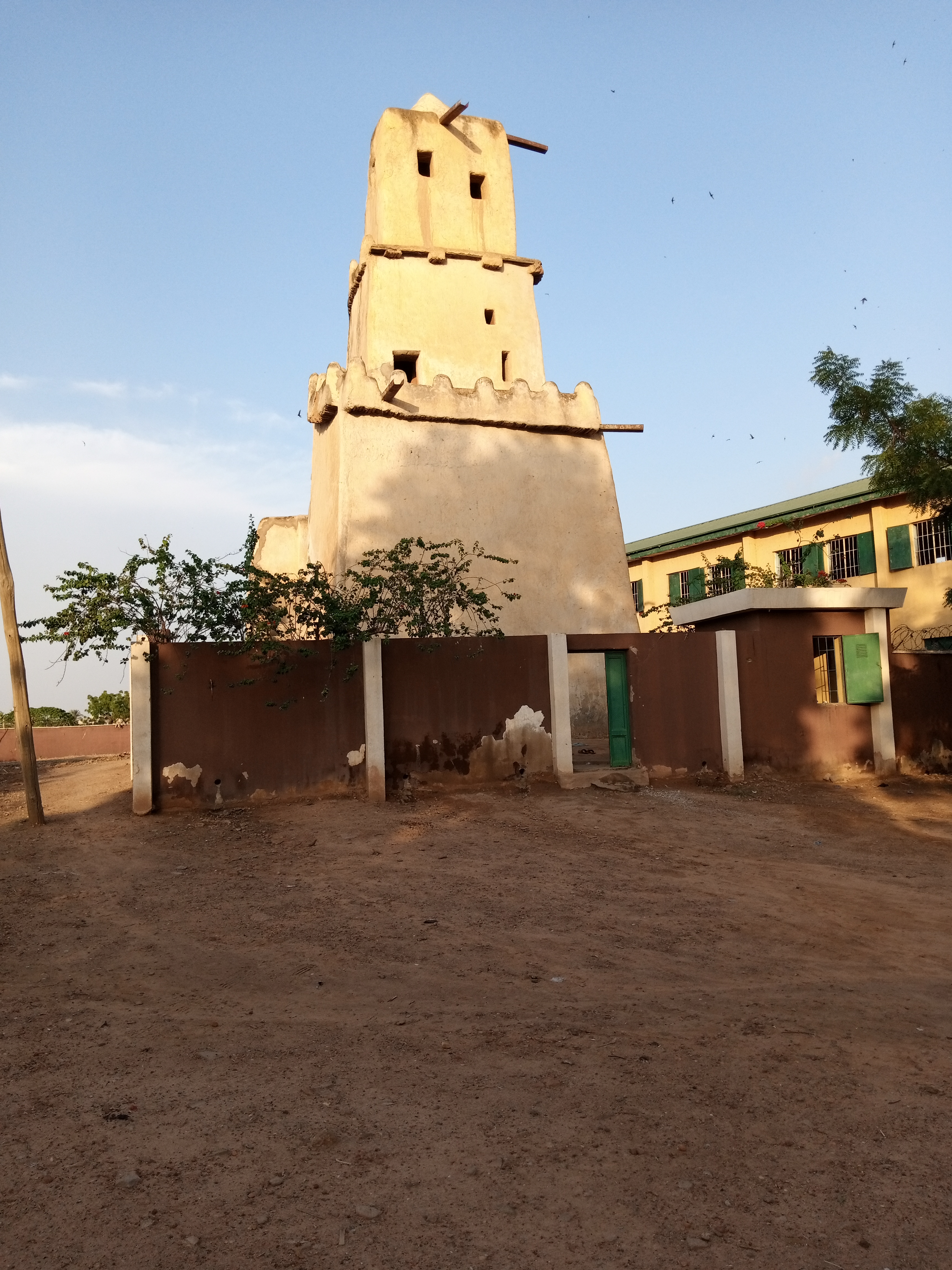
Gobarauminaret
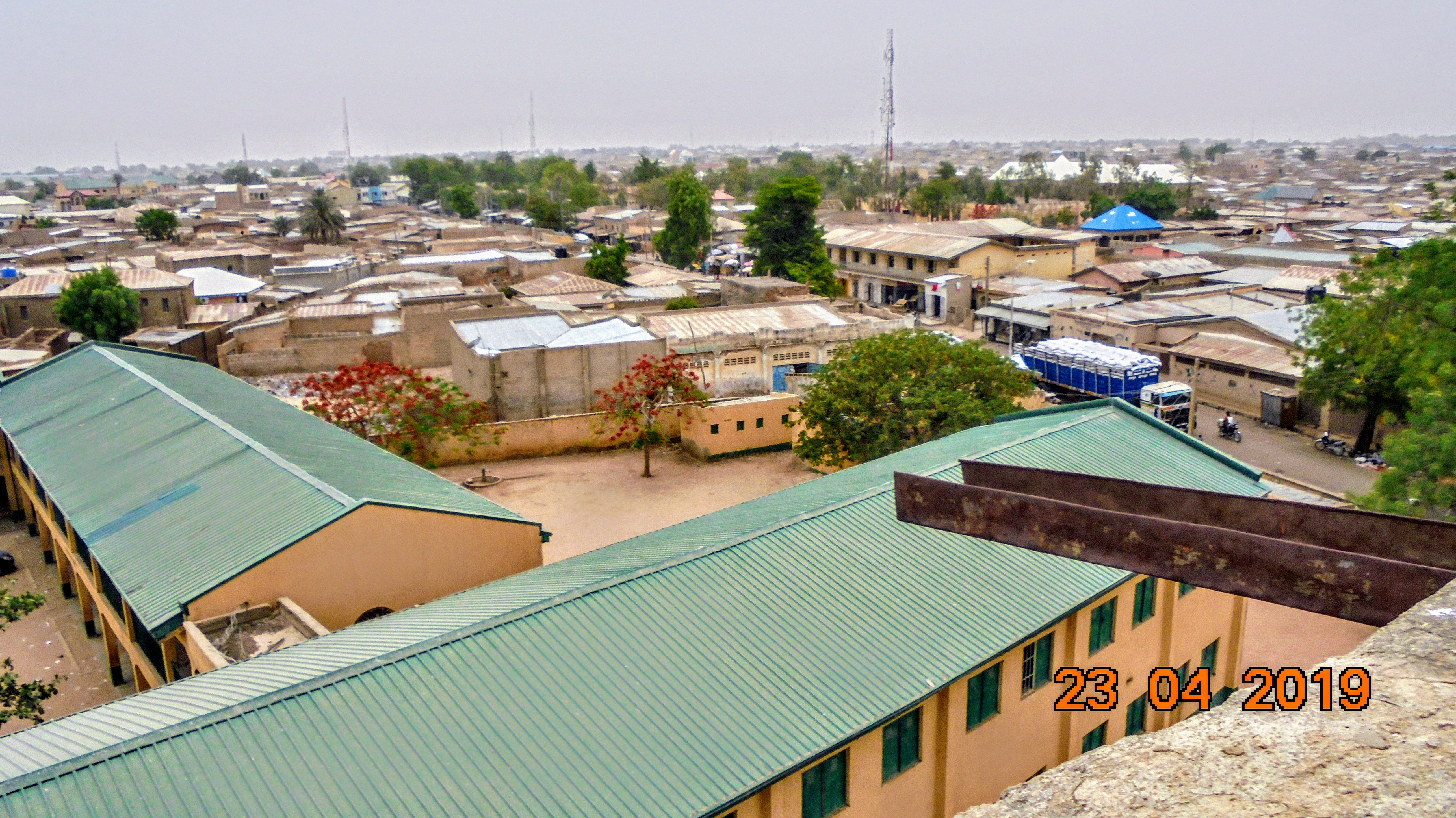
Zicht vanop de minaret

## Geboren
- Umaru Yar'Adua (1951-2010), president van Nigeria (2007-2010)